# Dee Doocey
Elizabeth Deirdre Doocey, baronne Doocey, (née O'Keefe, le 2 mai 1948) est une femme politique britannique libéral démocrate. Ancienne présidente de l'Assemblée de Londres, elle est créée pair à vie en 2010 et est la première présidente du comité des finances de la Chambre des lords.

## Jeunesse et carrière
Née Elizabeth Deirdre O'Keefe à Drumcondra, Dublin, elle épouse Jim Doocey et ils ont un fils, Mark.
Elle dirige une entreprise de conseil en gestion, DD Enterprises . À la fin des années 70 et au début des années 80, Dee Doocey est directrice des finances au siège du Parti libéral. Elle est conseillère libérale dans l'arrondissement londonien de Richmond upon Thames de 1986 à 1994 et est présidente du comité du logement du conseil. Elle est directrice de campagne pour Vince Cable dans sa circonscription d'origine de Twickenham de 1992 à 2015.

## Carrière politique à Londres
Doocey est membre de l'Assemblée de Londres de 2004 à 2012. Elle est à l'origine élue cinquième personne sur la liste du parti libéral démocrate, en tant que membre de l'Assemblée à Londres. Elle est réélue pour un second mandat en 2008 mais ne se représente pas à l'élection de 2012. Elle est présidente de l'Assemblée de Londres de 2010 à 2011 et vice-présidente de 2011 à 2012. De 2004 à 2010 et de nouveau de 2011 à 2012, elle est présidente de la commission du développement économique, de la culture, du sport et du tourisme de l'Assemblée (rebaptisée commission de l'économie, de la culture et du sport en mai 2011), qui est la commission responsable du suivi des préparatifs des Jeux olympiques d'été de 2012 et Jeux paralympiques d'été de 2012 à Londres.
De 2005 à 2012, Doocey est membre de la Metropolitan Police Authority, qui supervise la Metropolitan Police. Elle préside le comité des finances et des ressources de l'AMP de 2011 à 2012, et le sous-comité olympique et paralympique de l'AMP. Elle représente le maire de Londres au Conseil de sécurité olympique du Home Office de 2008 à 2012.

## Pairie
Dee Doocey est créée pair à vie le 21 décembre 2010, en tant que baronne Doocey, de Hampton dans l'arrondissement londonien de Richmond sur la Tamise et siège sur les bancs libéraux démocrates à la Chambre des lords. En 2016, la Chambre des lords la nomme présidente inaugurale de son nouveau comité des finances. Le Comité contrôle les budgets internes de la Chambre des lords, commande le plan financier annuel de la Chambre et surveille les dépenses.